# Богојевићи
Богојевићи су насеље у Србији у општини Ариље у Златиборском округу. Богојевићи су удаљени 2 km од Ариља.
Према попису из 2022. било је 624 становника.
Овде је рођен народни херој Михаило Вукајловић.

## Демографија
У насељу Богојевићи живи 514 пунолетних становника, а просечна старост становништва износи 41,4 година (40,2 код мушкараца и 42,5 код жена). У насељу има 183 домаћинства, а просечан број чланова по домаћинству је 3,44.
Ово насеље је скоро у потпуности насељено Србима (према попису из 2002. године), а у последња три пописа, примећен је пад у броју становника.
|  |

| Демографија | Демографија | Демографија |
| Година      | Становника  | Становника  |
| ----------- | ----------- | ----------- |
| 1948.       | 608         |             |
| 1953.       | 717         |             |
| 1961.       | 666         |             |
| 1971.       | 643         |             |
| 1981.       | 682         |             |
| 1991.       | 675         | 673         |
| 2002.       | 629         | 634         |

| Етнички састав према попису из 2002.‍ | Етнички састав према попису из 2002.‍ | Етнички састав према попису из 2002.‍ | Етнички састав према попису из 2002.‍ | Етнички састав према попису из 2002.‍ |
| ------------------------------------ | ------------------------------------ | ------------------------------------ | ------------------------------------ | ------------------------------------ |
|                                      |                                      |                                      |                                      |                                      |
| Срби                                 | Срби                                 |                                      | 628                                  | 99,84%                               |
| Муслимани                            | Муслимани                            |                                      | 1                                    | 0,15%                                |
| непознато                            | непознато                            |                                      | 0                                    | 0,0%                                 |

| Година пописа     | 1948. | 1953. | 1961. | 1971. | 1981. | 1991. | 2002. |
| ----------------- | ----- | ----- | ----- | ----- | ----- | ----- | ----- |
| Број домаћинстава | 127   | 159   | 157   | 159   | 177   | 184   | 183   |

| Број чланова      | 1  | 2  | 3  | 4  | 5  | 6  | 7 | 8 | 9 | 10 и више | Просек |
| ----------------- | -- | -- | -- | -- | -- | -- | - | - | - | --------- | ------ |
| Број домаћинстава | 32 | 39 | 29 | 31 | 17 | 26 | 5 | 4 | 0 | 0         | 3,44   |

| Пол    | Укупно | Неожењен/Неудата | Ожењен/Удата | Удовац/Удовица | Разведен/Разведена | Непознато |
| ------ | ------ | ---------------- | ------------ | -------------- | ------------------ | --------- |
| Мушки  | 259    | 62               | 182          | 9              | 6                  | 0         |
| Женски | 279    | 48               | 177          | 48             | 6                  | 0         |
| УКУПНО | 538    | 110              | 359          | 57             | 12                 | 0         |

| Пол    | Укупно                    | Пољопривреда, лов и шумарство | Рибарство                            | Вађење руде и камена | Прерађивачка индустрија       |
| ------ | ------------------------- | ----------------------------- | ------------------------------------ | -------------------- | ----------------------------- |
| Мушки  | 130                       | 59                            | 0                                    | 0                    | 41                            |
| Женски | 90                        | 30                            | 0                                    | 0                    | 26                            |
| УКУПНО | 220                       | 89                            | 0                                    | 0                    | 67                            |
| Пол    | Производња и снабдевање   | Грађевинарство                | Трговина                             | Хотели и ресторани   | Саобраћај, складиштење и везе |
| Мушки  | 2                         | 8                             | 8                                    | 0                    | 6                             |
| Женски | 1                         | 2                             | 9                                    | 1                    | 0                             |
| УКУПНО | 3                         | 10                            | 17                                   | 1                    | 6                             |
| Пол    | Финансијско посредовање   | Некретнине                    | Државна управа и одбрана             | Образовање           | Здравствени и социјални рад   |
| Мушки  | 0                         | 0                             | 1                                    | 1                    | 2                             |
| Женски | 2                         | 1                             | 4                                    | 2                    | 11                            |
| УКУПНО | 2                         | 1                             | 5                                    | 3                    | 13                            |
| Пол    | Остале услужне активности | Приватна домаћинства          | Екстериторијалне организације и тела | Непознато            | Непознато                     |
| Мушки  | 2                         | 0                             | 0                                    | 0                    | 0                             |
| Женски | 1                         | 0                             | 0                                    | 0                    | 0                             |
| УКУПНО | 3                         | 0                             | 0                                    | 0                    | 0                             |